# Lealistas negros
Os lealistas negros eram pessoas de ascendência africana que se aliaram aos lealistas durante a Guerra Revolucionária Americana. Em particular, o termo se refere a homens escravos, pertencentes a senhores patriotas, que escaparam da escravidão e serviram no lado legalista em troca de promessas de liberdade pela Coroa.
Cerca de 3.000 lealistas negros foram evacuados de Nova Iorque para a Nova Escócia. Eles foram listados individualmente no Livro dos Negros quando os britânicos lhes deram certificados de liberdade e providenciaram seu transporte. A Coroa concedeu-lhes terras e suprimentos para ajudá-los a se reinstalar na Nova Escócia. Alguns dos lealistas europeus que emigraram para a Nova Escócia trouxeram seus servos escravos com eles, criando uma sociedade inquieta. Outros lealistas negros foram evacuados para Londres ou para as colônias do Caribe.
Milhares de escravos escaparam das plantações e fugiram para as linhas britânicas, especialmente após a ocupação britânica de Charleston, na Carolina do Sul. Quando os britânicos evacuaram, eles levaram muitos ex-escravos com eles. Muitos acabaram entre os Black Poor de Londres, com cerca de outros 4.000 reassentados pela Sierra Leone Company em Freetown, em África Ocidental em 1787. Cinco anos depois, outros 1.192 lealistas negros da Nova Escócia escolheram emigrar para Serra Leoa, tornando-se conhecidos como os colonos da Nova Escócia na nova colônia britânica de Serra Leoa. Os colonos tornaram-se parte do povo crioulo de Serra Leoa e dos fundadores da nação de Serra Leoa. Thomas Jefferson se referiu aos lealistas negros como "os fugitivos desses Estados". Enquanto a maioria dos lealistas negros ganhou liberdade, alguns não. Aqueles que foram recapturados por traficantes de escravos foram vendidos de volta como escravos e tratados com severidade por terem servido apoio aos britânicos.